# Xanthorhoe ruficostata
Xanthorhoe ruficostata là một loài bướm đêm trong họ Geometridae.